# Mesoleptus propugnator
Mesoleptus propugnator är en stekelart som först beskrevs av Forster 1876.  Mesoleptus propugnator ingår i släktet Mesoleptus och familjen brokparasitsteklar. Inga underarter finns listade i Catalogue of Life.